# Thelairodoria exilis
Thelairodoria exilis är en tvåvingeart som först beskrevs av Wulp 1890.  Thelairodoria exilis ingår i släktet Thelairodoria och familjen parasitflugor. Inga underarter finns listade i Catalogue of Life.